# Wereldkampioenschap cricket 1996
Het wereldkampioenschap cricket 1996 was het zesde wereldkampioenschap cricket. Het toernooi werd van 14 februari tot 25 maart in Pakistan, India en Sri Lanka gespeeld. Voor het eerst deed ook Nederland mee.
Australië en West-Indië weigerden om in Sri Lanka te spelen vanwege aanslagen van januari 1996 waarbij 90 mensen om het leven kwamen. De wedstrijden van Australië en West-Indië tegen Sri Lanka werden als overwinningen voor Sri Lanka beschouwd.
Voor het eerst werd er met 12 teams gespeeld, zodat er 2 poules van 6 teams waren. De beste vier van elke groep plaatsten zich voor de kwartfinale.
- Groep A: India, Australië, West-Indië, Sri Lanka, Zimbabwe en Kenia
- Groep B: Engeland, Pakistan, Nieuw-Zeeland, Zuid-Afrika, Verenigde Arabische Emiraten en Nederland.

Het Nederlandse team was niet succesvol. Het werd laatste in de groep, verloor al zijn wedstrijden en eindigde met 0 punten.
Sri Lanka won het toernooi door in het Gadaffi Stadium in Lahore Australië met 7 wickets te verslaan.

## Eerste ronde

### Groep A
| Team       | Pnt | Wd | W | V | NR | T | NRR   |
| ---------- | --- | -- | - | - | -- | - | ----- |
| Sri Lanka  | 10  | 5  | 5 | 0 | 0  | 0 | 1.60  |
| Australië  | 6   | 5  | 3 | 2 | 0  | 0 | 0.90  |
| India      | 6   | 5  | 3 | 2 | 0  | 0 | 0.45  |
| West-Indië | 4   | 5  | 2 | 3 | 0  | 0 | -0.13 |
| Zimbabwe   | 2   | 5  | 1 | 4 | 0  | 0 | -0.93 |
| Kenia      | 2   | 5  | 1 | 4 | 0  | 0 | -1.00 |

| 16-02-1996 | Zimbabwe 151/9 (50 ov.)   | West-Indië 155/4 (29.3 ov.) | West-Indië wint met 6 wickets                    | Haiderabad, India    |
| 17-02-1996 | Sri Lanka                 | Australië                   | Australië trok zich terug om veiligheidsredenen  | Colombo, Sri Lanka   |
| 18-02-1996 | Kenia 199/6 (50 ov.)      | India 203/3 (41.5 ov.)      | India wint met 7 wickets                         | Cuttack, India       |
| 21-02-1996 | Zimbabwe 228/6 (50 ov.)   | Sri Lanka 229/4 (37 ov.)    | Sri Lanka wint met 6 wickets                     | Colombo, Sri Lanka   |
| 21-02-1996 | West-Indië 173ao (50 ov.) | India 174/5 (39.4 ov.)      | India wint met 5 wickets                         | Gwalior, India       |
| 23-02-1996 | Australië 304/7 (50 ov.)  | Kenia 207/7 (50 ov.)        | Australië wint met 97 runs                       | Visakhapatnam, India |
| 26-02-1996 | Sri Lanka                 | West-Indië                  | West-Indië trok zich terug om veiligheidsredenen | Colombo, Sri Lanka   |
| 27-02-1996 | Kenia 134ao (49.4 ov.)    | Zimbabwe 137/5 (42.2 ov.)   | Zimbabwe wint met 5 wickets                      | Patna, India         |
| 27-02-1996 | Australië 258ao (50 ov.)  | India 242ao (48 ov.)        | Australië wint met 16 runs                       | Mumbai, India        |
| 29-02-1996 | Kenia 166ao (49.3 ov.)    | West-Indië 93ao (35.2 ov.)  | Kenia wint met 73 runs                           | Pune, India          |
| 1-03-1996  | Zimbabwe 154ao (45.3 ov.) | Australië 158/2 (36 ov.)    | Australië wint met 8 wickets                     | Nagpur, India        |
| 2-03-1996  | India 271/3 (50 ov.)      | Sri Lanka 272/4 (48.4 ov.)  | Sri Lanka wint met 6 wickets                     | New Delhi, India     |
| 4-03-1996  | Australië 229/6 (50 ov.)  | West-Indië 232/6 (48.5 ov.) | West-Indië wint met 4 wickets                    | Jaipur, India        |
| 6-03-1996  | Sri Lanka 398/5 (50 ov.)  | Kenia 254/7 (50 ov.)        | Sri Lanka wint met 144 runs                      | Kandy, Sri Lanka     |
| 6-03-1996  | India 247/5 (50 ov.)      | Zimbabwe 207ao (49.4 ov.)   | India wint met 40 runs                           | Kanpur, India        |

### Groep B
| Team                         | Pnt | Wd | W | V | NR | T | NRR   |
| ---------------------------- | --- | -- | - | - | -- | - | ----- |
| Zuid-Afrika                  | 10  | 5  | 5 | 0 | 0  | 0 | 2.04  |
| Pakistan                     | 8   | 5  | 4 | 1 | 0  | 0 | 0.96  |
| Nieuw-Zeeland                | 6   | 5  | 3 | 2 | 0  | 0 | 0.55  |
| Engeland                     | 4   | 5  | 2 | 3 | 0  | 0 | 0.08  |
| Verenigde Arabische Emiraten | 2   | 5  | 1 | 4 | 0  | 0 | -1.83 |
| Nederland                    | 0   | 5  | 0 | 5 | 0  | 0 | -1.92 |

| 14-02-1996 | Nieuw-Zeeland 239/6 (50 ov.)                  | Engeland 228/9 (50 ov.)                       | Nieuw-Zeeland wint met 11 runs          | Ahmebad, India       |
| 16-02-1996 | Zuid-Afrika 321/2 (50 ov.)                    | Verenigde Arabische Emiraten 152/8 (50 ov.)   | Zuid-Afrika wint met 169 runs           | Rawalpindi, Pakistan |
| 17-02-1996 | Nieuw-Zeeland 307/8 (50 ov.)                  | Nederland 188/7 (50 ov.)                      | Nieuw-Zeeland wint met 119 runs         | Vadodara, India      |
| 18-02-1996 | Verenigde Arabische Emiraten 136ao (48.3 ov.) | Engeland 140/2 (35 ov.)                       | Engeland wint met 8 wickets             | Pesjawar, Pakistan   |
| 20-02-1996 | Nieuw-Zeeland 177/9 (50 ov.)                  | Zuid-Afrika 178/5 (37.3 ov.)                  | Zuid-Afrika wint met 5 wickets          | Faislabad, Pakistan  |
| 22-02-1996 | Engeland 279/4 (50 ov.)                       | Nederland 230/6 (50 ov.)                      | Engeland wint met 49 runs               | Pesjawar, Pakistan   |
| 24-02-1996 | Verenigde Arabische Emiraten 109/9 (33 ov.)   | Pakistan 112/1 (18 ov.)                       | Pakistan wint met 9 wickets             | Gujrunwala, Pakistan |
| 25-02-1996 | Zuid-Afrika 230ao (50 ov.)                    | Engeland 152ao (44.3 ov.)                     | Zuid-Afrika wint met 78 runs            | Rawalpindi, Pakistan |
| 26-02-1996 | Nederland 145/7 (50 ov.)                      | Pakistan 151/2 (30.4 ov.)                     | Pakistan wint met 8 wickets             | Lahore, Pakistan     |
| 27-02-1996 | Nieuw-Zeeland 276/8 (47 ov.)                  | Verenigde Arabische Emiraten 167/9 (47 ov.)   | Nieuw-Zeeland wint met 109 runs         | Faisalabad, Pakistan |
| 29-02-1996 | Pakistan 242/6 (50 ov.)                       | Zuid-Afrika 243/5 (44.2 ov.)                  | Zuid-Afrika wint met 5 wickets          | Karachi, Pakistan    |
| 1-03-1996  | Nederland 216/9 (50 ov.)                      | Verenigde Arabische Emiraten 220/3 (44.2 ov.) | United Arab Emirates wint met 7 wickets | Lahore, Pakistan     |
| 3-03-1996  | Engeland 249/9 (50 ov.)                       | Pakistan 250/3 (47.4 ov.)                     | Pakistan wint met 7 wickets             | Karachi, Pakistan    |
| 5-03-1996  | Zuid-Afrika 328/3 (50 ov.)                    | Nederland 168/8 (50 ov.)                      | Zuid-Afrika wint met 160 runs           | Rawalpindi, Pakistan |
| 6-03-1996  | Pakistan 281/5 (50 ov.)                       | Nieuw-Zeeland 235ao (47.3 ov.)                | Pakistan wint met 46 runs               | Lahore, Pakistan     |

## Kwartfinale
| 9-03-1996  | Engeland 235/8 (50 ov.)      | Sri Lanka 236/5 (40.4 ov.)   | Sri Lanka wint met 5 wickets | Faisalabad, Pakistan |
| 9-03-1996  | India 287/8 (50 ov.)         | Pakistan 248/9 (49 ov.)      | India wint met 39 runs       | Bangalore, India     |
| 11-03-1996 | West-Indië 264/8 (50 ov.)    | Zuid-Afrika 245ao (49.3 ov.) | West-Indië wint met 19 runs  | Karachi, Pakistan    |
| 11-03-1996 | Nieuw-Zeeland 286/9 (50 ov.) | Australië 289/4 (47.5 ov.)   | Australië wint met 6 wickets | Madras, India        |

## Halve finale
| 13-03-1996 | Sri Lanka 251/8 (50 ov.) | India 120/8 (34.1 ov.)      | wedstrijd gestaakt door ongeregeldheden in het publiek. Sri Lanka als winnaar aangewezen | Calcutta, India |
| 14-03-1996 | Australië 207/8 (50 ov.) | West-Indië 202ao (49.3 ov.) | Australië wint met 5 runs                                                                | Mohali, India   |

## Finale
| 17-03-1996 | Australië 241/7 (50 ov.) | Sri Lanka 245/3 (46.2 ov.) | Sri Lanka wint met 7 wickets | Lahore, Pakistan |

Regulier wereldkampioenschap (One Day International)
Wereldkampioenschap Twenty20

Wereldkampioenschap testcricket